# Þórunn Ormsdóttir
Þórunn Ormsdóttir, född okänt år, död 1431, var abbedissa i Reynistaðarklaustur på Island.
Þórunn Ormsdóttir fungerade som abbedissa sedan den förra abbedissan och många av nunnorna avled i pesten 1402. Hon blev inte officiellt utnämnd, men fungerade dock på denna funktion. Under denna tid utbröt en stor skandal i klostrets historia, då syster Þóra Illugadóttir år 1431 fick barn med prästen Þórður Hróbjartsson, som av biskopen tvingades göra en pilgrimsfärd till Rom som botgöring. Paret fick dock senare ännu ett barn. Þórunn Ormsdóttir tycks ha avlidit senare samma år.     